# Maunujärvi
Maunujärvi is een meer in het noorden van Zweden. Het ligt in de gemeente Kiruna enkele kilometers ten noorden van Svappavaara op een hoogte van 399 meter. De oppervlakte van het meer is niet precies vast te stellen, omdat het meer in uitgestrekt drasland ligt.
Het meer heeft niets te maken met het meest noordelijke dorp van Zweden, Maunu, dat ligt er ongeveer 100 km vandaan.